# Жунови
Жунови (Жунова) су насељено мјесто у општини Соколац, Република Српска, БиХ.
Налазисе на 780-990 метара надморске висине, површине 7,14 км2, удаљено око 26 км од општинског центра. Припада мјесној заједници Каљина. Разбијеног је типа, а засеоци су Подгајине и Шареново поље. Налази се недалеко од ушћа ријеке Каљине у ријеку Биоштицу. Смјештено је на брдовитом терену, богатом пашњацима, листопадном и црногоричном шумом. Уз православно гробље сачувана је средњовјековна некропола са шест стећака, од којих су два украшена мотивима крста и лука са стријелом. Поред њих налазе се остаци старог муслиманског гробља. У дефтеру из 1468/69. у Нахији Олово помиње се опустјела село Жуничић, за које приређивачи дефтера претпостављају да су данашњи Жунови.
Становништво се углавном бави пољопривредом. Најближа основна школа и црква су у селу Кнежина. Село је добило асфалтни пут 1971, електричну енергију 1975, локални водовод 1978, а бежичну телефонску мрежу 1997/98. године. Од 2014. у Жуновима се, на ријеци Биоштици, организује такмичење у риболову "Stream Fishing Cup".

## Становништво
Село је 1879. имало четири домаћинства и 40 становника (православци); 1910. - 80 становника; 1948. - 125; 1961. - 168; 1991. - 53; 2013. - десет домаћинстава и 18 становника (Срби). Породица
Боровчанин слави Ђурђевдан, а Булајић - Никољдан. Солунски добровољци били су: Бошко, Милован и Петар Боровчанин. У Другом свјетском рату погинула су три борца НОВЈ и један цивил, а у Одбрамбено-отаџбинском рату 1992-1995. шест бораца ВРС.
Слиједи табеларни приказ историјског кретања броја становника за насељено мјесто Жунови.
| Демографија | Демографија | Демографија |
| Година      | Становника  | Становника  |
| ----------- | ----------- | ----------- |
| 1910.       | 80          |             |
| 1948.       | 125         |             |
| 1953.       | 168         |             |
| 1961.       | 168         |             |
| 1971.       | 140         |             |
| 1981.       | 89          |             |
| 1991.       | 53          |             |
| 2013.       | 18          |             |

Етничка структура становништва по годинама пописа, приказана је у табели.
| Народност           | 1961. | 1971. | 1981. | 1991. | 2013. |
| ------------------- | ----- | ----- | ----- | ----- | ----- |
| Срби                | 168   | 140   | 85    | 53    | 18    |
| Муслимани*/ Бошњаци | 0     | 0     | 0     | 0     | 0     |
| Хрвати              | 0     | 0     | 0     | 0     | 0     |
| Остали и непознато  | 0     | 0     | 4     | 0     | 0     |
| Укупно:             | 168   | 140   | 89    | 53    | 18    |